# Sophie Cruz
Sophie Cruz (17 de desembre de 2010) és una activista nord-americana. Amb decisió i fermesa ha visitat personalitats com el Papa Francesc o el president Barack Obama per aconseguir la continuïtat del programa DAPA per garantir que els pares sense papers amb fills nascuts als Estats Units s'hi puguin quedar i no se'ls deporti separant les famílies. Els seus pares són immigrants sense papers de l'Estat d'Oaxaca de Mèxic.

## Antecedents
El 2015 el Papa Francesc va visitar Washington en un viatge adreçat principalment als immigrants sense papers. Sophie Cruz, que tenia cinc anys, portava una camiseta amb les paraules "Papa Rescate DAPA", que instava el Papa a donar suport al DAPA. Esperava conèixer el Papa per lliurar-li una nota en què li demanava per aquesta llei. Quan va passar el cotxe del Papa, Sophie va sortir corrent al carrer, però la seguretat la va retenir. Tanmateix, el Papa l'havia vist escapar de la multitud i li va demanar que s'acostés. Ell la va abraçar i ella va deixar la nota als seus guardes. El papa Francesc va abordar el tema l'endemà en una reunió al Congrés dels Estats Units reclamant una major obertura per a immigrants i refugiats.
El viatge de Cruz per veure el Papa va ser patrocinat per La Hermandad Mexicana Transnacional, una organització de defensa de la immigració amb seu a Los Angeles. En una entrevista, Cruz va dir: "Crec que tinc dret a viure amb els meus pares. Tinc dret a ser feliç. El meu pare treballa molt dur en una fàbrica galvanitzant peces de metall. Tots els immigrants com el meu pare alimenten aquest país. Es mereixen viure amb dignitat. Es mereixen viure amb respecte".

## Trobada amb Obama
Al maig de 2016, Cruz va ser convidada a visitar el llavors president Barack Obama a la Casa Blanca per a la celebració del Cinco de Mayo. Com que els seus pares no tenien documents, no van poder entrar a la Casa Blanca i, en canvi, Sophie va estar acompanyada per Alida Garcia de FWD.us i la cineasta Paola Mendoza. Mendoza anteriorment havia dirigit un curt vídeo, "Free Like the Birds", protagonitzat per Sophie i la seva família, que va debutar al Festival de Cinema de Tribeca. Va aparèixer al vídeo "11 milions d'històries" en col·laboració amb FWD.us, que discutia les implicacions potencials de la deportació massiva nacional i com nens com ella, amb pares indocumentats, s'enfrontaven a certs obstacles.

## Marxa de la Dona a Washington
El 21 de gener de 2017, Cruz va ser ponent destacat a la Marxa de les Dones de Washington DC, en protesta contra la investidura de Donald Trump.